# Politikon

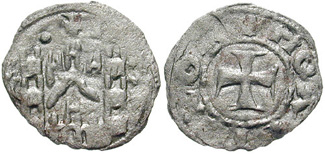
Ejemplo de la moneda politikon.

El politikon era una serie de monedas bizantinas de vellón, acuñadas a mediados del siglo XIV, que se distinguieron por la inscripción griega +ΠΟΛΙΤΙΚΟΝ (de la ciudad, cívico).
La iconografía de muchos ejemplos, con la leyenda que rodea una gran cruz o un busto de la Virgen María, sigue los modelos de Europa occidental en lugar de los de la moneda bizantina tradicional, y la mayoría de ellos no identifica al emperador bizantino bajo el cual fueron acuñados. Sin embargo, se ajustan al tipo general de las monedas tornese, con un peso de 0,6 a 0,8 gramos, un diámetro de 17 mm y un contenido de plata de 0,200 a 0,250. Inicialmente eran cóncavas, pero las emisiones posteriores eran planas. Estas aparentemente son la continuación de la emisión bizantina tornese (conocida en griego como tournesion) del emperador Andrónico II Paleólogo (r. 1282-1328). Algunas llevan el nombre de Andrónico III Paleólogo (r. 1328-1341) y, por lo tanto, pueden fecharse en la década de 1330, la serie anónima podría fecharse en la década de 1340 (marcada por una guerra civil), y los últimos números, con Juan V Paleólogo (r. 1341-1376 y 1379-1391) dataría de la década de 1350, después de lo cual el tipo se descontinuó. Sin embargo, hay algunas excepciones. Un politikon actualmente en el Cabinet des Médailles en París pesa 1,4 gramos y tiene un contenido de plata de 0,785, mucho más alto que el tornese ordinario pero aún por debajo de la principal moneda de plata bizantina, el basilikon. Algunas otras se ajustan a dos de los tipos de vellón politikon, pero son monedas de cobre grandes, gruesas y pesadas (alrededor de 2 gramos), cuya función no es muy clara.
El significado y la razón de ser de la inscripción única +ΠΟΛΙΤΙΚΟΝ, así como el lugar donde se acuñaron las monedas, han sido objeto de debate durante mucho tiempo. Parece que la inscripción indica que estas monedas se acuñaron para pagar alguna necesidad pública (como las monedas francesas contemporáneas marcadas BVRGENSIS). Los eruditos anteriores, comenzando con Gustave Schlumberger, abogaron por un uso como boletos para la donación de pan, pero hoy se ven como una verdadera moneda. Generalmente se considera que las monedas fueron acuñadas en Constantinopla, pero debido a su apariencia «occidental», se ha sugerido que fueron acuñadas en una ceca provincial en las cercanías de los estados francos del sur de Grecia. El tipo, sin embargo, está completamente ausente de los hallazgos locales en esta área, y su origen Constantinopolitano parece seguro..